# Dünkreuz Deuna

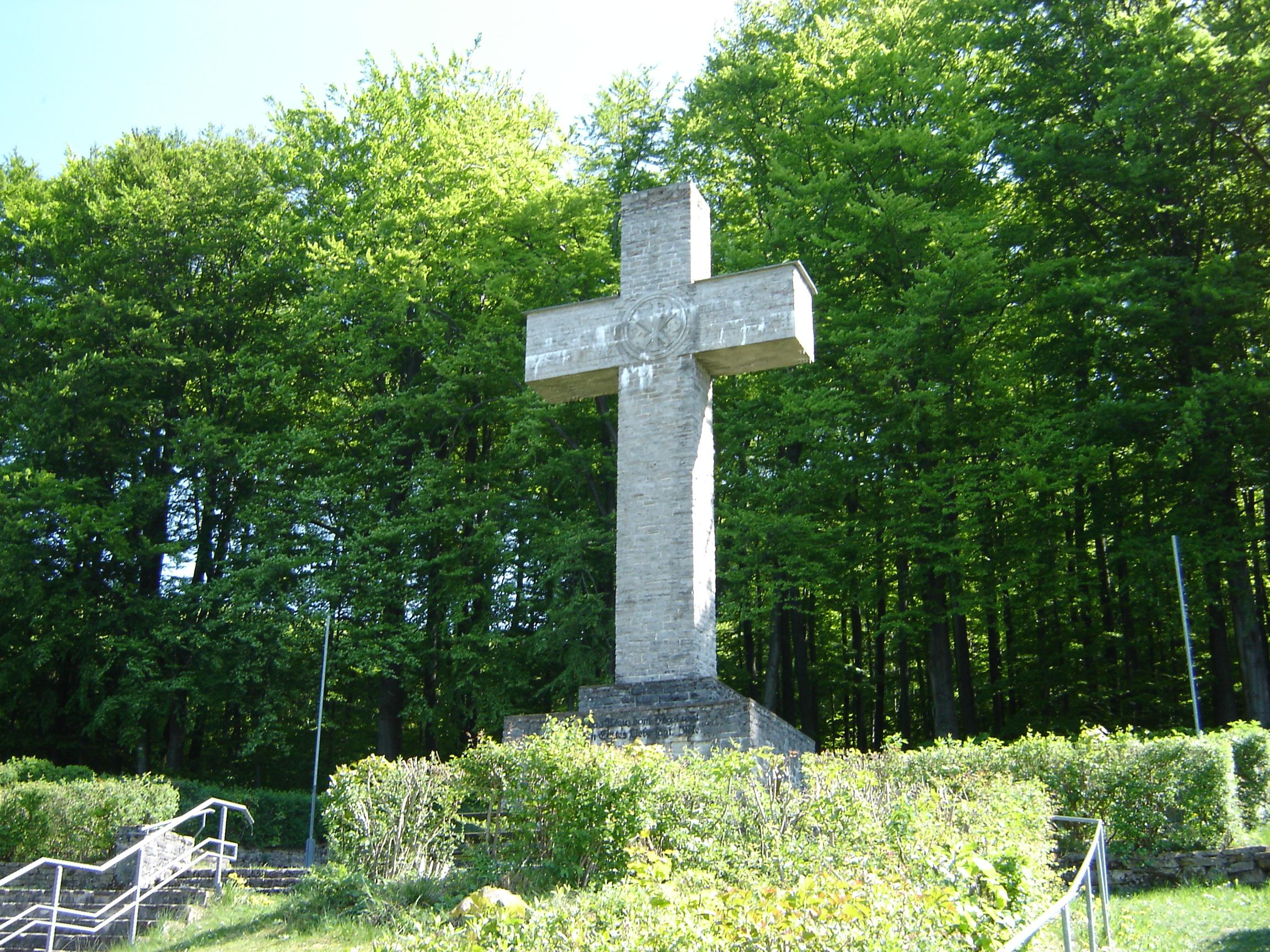
Dünkreuz bei Deuna

Das Dünkreuz bei Deuna ist ein steinernes Kreuz bei Deuna im Landkreis Eichsfeld in Nordthüringen.

## Lage
Das Kreuz befindet sich südwestlich von Deuna am Fuße des Dün.
Aufgrund seiner Größe und der Lage am Höhenzug Dün, ist das Kreuz von allen Gemeinden der Verwaltungsgemeinschaft Eichsfelder-Kessel zu sehen. In unmittelbarer Umgebung befinden sich ein Eichsfelder Naturdenkmal, eine ca. 400 Jahre alte Linde mit 6 m Umfang. Ebenso findet sich dort eine Quelle, der Walsborn.

## Geschichte
Der erste Spatenstich erfolgte am 19. September 1934. Nach einem zwischenzeitlichen Baustopp wurde das Kreuz im Sommer 1935 fertiggestellt. Eingeweiht wurde es im August 1935 durch Bischof Joseph Damian Schmitt aus Fulda. Es ist ein massives Steinkreuz aus einheimischen Muschelkalk und misst in etwa eine Höhe von 15 Metern. Den Sockel des Kreuzes ziert eine Zeile aus dem Eichsfeldlied: „Heim wo das Kreuz vom Hügel ragt und Dir von Gottes Liebe sagt. Iseke.“ Das Kreuz wird auch als St. Josef-Heinrich-Kreuz bezeichnet. An seiner dem Dün abgewandten Seite ist das für das Eichsfeld typische heraldische Symbol, das Kurmainzer Rad, eingearbeitet. Das Kreuz bildet das Ende eines Stationsweges der von der Gemeinde Deuna führt. Dieser wurde bereits in den Jahren 1866–1867 errichtet und endete an einem barocken Bildstock aus dem Jahr 1787.